# Медж Белламі
Маргарет Дерден Філпотт (англ. Margaret Derden Filpott), відома як Медж Белламі (англ. Madge Bellamy нар., 30 червня 1899, Гіллсборо, Техас — пом. 24 січня 1990, Апленд, Каліфорнія) — американська акторка, зірка німого кінематографу США 1920-х.

## Біографія
Народилася в Техасі, в 17 років переїхала в Нью-Йорк, де працювала танцюристкою в бродвейських театрах. Дебютувала в німому кіно в 1920 році й швидко стала відомою акторкою. Найвідоміші фільми з її участю — «Любов ніколи не вмирає» (1921), «Залізний кінь» (1924). З приходом в кіно звуку Медж Белламі втратила колишню популярність, бо виявилося, що у неї дуже високий дитячий голос. Однак в 1932 році вона виконала головну жіночу роль у фільмі жахів «Білий зомбі», який був дуже популярним. Фільм мав помірний успіх, але отримав змішані відгуки, тоді як виступ Белламі загалом був розкритикований (у листі 1970 року до Класичного колекціонера фільмів, Белламі стверджувала, що її виступ виявився поганим, оскільки вона втратила голос через застуду і була дубльована іншою акторкою. Відтоді це було доведено неправдою). Вона мала з'явитися в наступному фільмі братів Гальперіних «Надприродне», але замість неї була обрана Кароль Ломбард.
За свій внесок в розвиток кіноіндустрії Медж отримала Зірку на Алеї слави в Голлівуді. Її номер — 6517.

## Скандал
У 1943 році її ім'я потрапило на перші шпальти американських газет. Поліція заарештувала Медж Белламі після того, як вона три рази вистрілила з пістолета у свого коханого, мільйонера Стенфорда Мерфі, який оголосив їй, що збирається одружитися з іншою. Мерфі залишився живий, прибулим поліцейським Медж пояснила, що хотіла тільки налякати його, постріли були випадковими. У в'язниці Медж Белламі провела всього п'ять днів, після чого її випустили під заставу. Однак після такого скандалу дорога в кіно була закрита. З великими труднощами їй вдалося один раз знятися в невеликій ролі у фільмі «Northwest Trail» (1945).

## Після кіно
Медж Белламі залишилася жити в Каліфорнії й влаштувалася працювати продавчинею в магазині. У вільний від роботи час вона намагалася писати романи, але видавництва не публікували їх. Тоді вона стала писати мемуари, але і їх ніхто не хотів публікувати. Десятиліттями вона жила в бідності, зводячи кінці з кінцями. Коли в 1980-і роки в Каліфорнії стався бум нерухомості, вона продала свій будинок і отримала так багато грошей, скільки їй не платили навіть в дні її слави.
Померла в січні 1990 року від серцевого нападу. Книга її мемуарів вийшла через кілька місяців після її смерті.

## Вибрана фільмографія
| Рік  |   | Українська назва   | Оригінальна назва    | Роль                |
| ---- | - | ------------------ | -------------------- | ------------------- |
| 1924 | ф | Залізний кінь      | The Iron Horse       | Міріам Марш         |
| 1924 | ф | Таємниці ночі      | Secrets of the Night | Енн Мейнард         |
| 1927 | ф | Телефонна дівчинка | The Telephone Girl   | Кітті О'Браєн       |
| 1932 | ф | Білий зомбі        | White Zombie         | Меделін Шорт Паркер |
| 1932 | ф | Метрополітен       | Metropolitan         | Жінка в негліже     |